# Serguéi Vólkov (ajedrecista)
Serguéi Víktorovich Vólkov (en ruso: Сергей Викторович Волков; Saransk, 7 de febrero de 1974) es un jugador de ajedrez ruso, que tiene el título de Gran Maestro desde 1998. Fue campeón de Rusia en 2000.
En la lista de Elo de la Federación Internacional de Ajedrez (FIDE) de julio de 2015, tenía un Elo de 2599 puntos, lo que hacía el jugador número 44 (en activo) de Rusia. Su máximo Elo fue de 2659 puntos, en la lista de julio de 2007 (posición 53 en el ranking mundial).

## Resultados destacados en competición
Vólkov ha formado parte del Top 50 mundial de la FIDE y ha obtenido grandes éxitos en torneos, como sus victorias en el Memorial Chigorin de 1998 (ex aequo con Ruslan Sherbakov), y 1999 (ex aequo con Aleksandr Grischuk, y medio punto por delante de un grupo de fuertes jugadores como Alexander Lastin, Evgueni Naier, Vadim Malakhatko o Aleksandr Motyliov), o su victoria en el Campeonato de Rusia de 2000 en Samara. En 2002 empató en el segundo lugar en el Campeonato de Europa individual en Batumi (fue finalmente tercero en el desempate, tras Bartłomiej Maciej y Mijáil Gurévich). En 2005 quedó primero en la Rilton Cup (ex aequo con Evgeny Gleizerov y Emanuel Berg).
En 2008, en Plovdiv, fue tercero en el Campeonato de Europa individual tras Serguéi Tiviakov (campeón) y erguéi Movsesian (segundo). En 2009, empató para los puestos 1º-8º con Dmitri Kókarev, Ígor Lissi, Aleksandr Rakhmánov, Valeri Popov, Denis Khismatullin, Dmitri Andreikin y Dmitri Botcharov en el Abierto de Vorónezh. El mismo año, en octubre, ganó con 7 puntos sobre 9 el Memorial Chigorin en San Petersburgo. Al año siguiente empató para los puestos  1º-8º con Viorel Iordăchescu, Hrant Melkumian, Eduardo Iturrizaga, Qadir Huseynov, David Arutinian, Alekséi Aleksándrov y Tornike Sanikidze el XII Abierto de Dubái. El 2010-11, ganó en solitario, con 8/9 puntos, la 40.ª edición de la Rilton Cup. En 2011 empató para los puestos 3º-7º con Dragan Šolak, Ioannis Nikolaidis, Konstantine Shan y Fernando Peralta en el 1.er Torneo Internacional Isthmia y también empató para los puestos 1º-3º en el Festival de Trieste, con Viktor Erdős y Vladimir Baklan. En septiembre de 2015 fue campeón en el 8.º Abierto Internacional de Beirut con 8 puntos de 9, medio punto por delante del bielorruso Kirill Stupak.
En competiciones por equipos, ha representado a Rusia en dos grandes competiciones: en la Olimpiada de ajedrez de 1998, cuando todavía era Maestro Internacional, jugó en el equipo de Rusia II, que quedó finalmente en octava posición. En el Campeonato de Europa por equipos de 1999, jugó en el primer equipo ruso, segundo tablero, aunque un rendimiento global del equipo muy pobre les situó fuera de la carrera por las medallas, en lo que fue una actuación sorprendentemente mediocre para un equipo ruso.